# フォート・ロザリー級給糧艦
フォート・ロザリー級給糧艦 （英語: Fort Rosalie-class replenishment ship）は、イギリス海軍補助艦隊の給糧艦（AFS）の艦級。2隻が建造された。ネームシップが改名しており、以前はフォート・グランジ級給糧艦 (Fort Grange class replenishment ship) であった。

## 概要
弾薬や食料などの物資補給を担っており、6,234立方メートル/ 3,500トンの各種物資（冷蔵・冷凍食品2,300立方メートルを含む）を搭載できる。
洋上移送装置としては、スライディング・ステイに対応した補給ステーションを両舷に3ヶ所ずつ設定している。また力量10トンの電動クレーンが2基、5トンの電動クレーンが4基搭載された。
船尾楼甲板はヘリコプター甲板とされており、その直前にはシーキング・ヘリコプター4機分のハンガーを有する。ただし平時の搭載定数は1機である。
両艦ともにフォークランド紛争に参加した。

## 同型艦
スコット・リスゴーで建造された。
| #    | 艦名                                   | 起工           | 進水           | 就役           | 退役           | 備考                                                                        |
| ---- | -------------------------------------- | -------------- | -------------- | -------------- | -------------- | --------------------------------------------------------------------------- |
| A385 | フォート・ロザリー RFA Fort Rosalie    | 1973年 11月9日 | 1976年 12月9日 | 1978年 4月6日  | 2021年 3月31日 | 就役時の艦名は「フォート・グランジ」 2000年に「フォート・ロザリー」に改名。 |
| A386 | フォート・オースティン RFA Fort Austin | 1975年 12月9日 | 1978年 3月9日  | 1979年 5月11日 | 2021年 3月31日 |                                                                             |